# Reinhardtsgrimma
Reinhardtsgrimma ist ein Ortsteil der Stadt Glashütte im Landkreis Sächsische Schweiz-Osterzgebirge im Freistaat Sachsen. Vor dem 2. Januar 2008 war er eine eigenständige, verwaltungsgemeinschaftsfreie Gemeinde mit 3002 Einwohnern (2006) auf einer Fläche von 53,81 km².

## Geographie und Verkehr

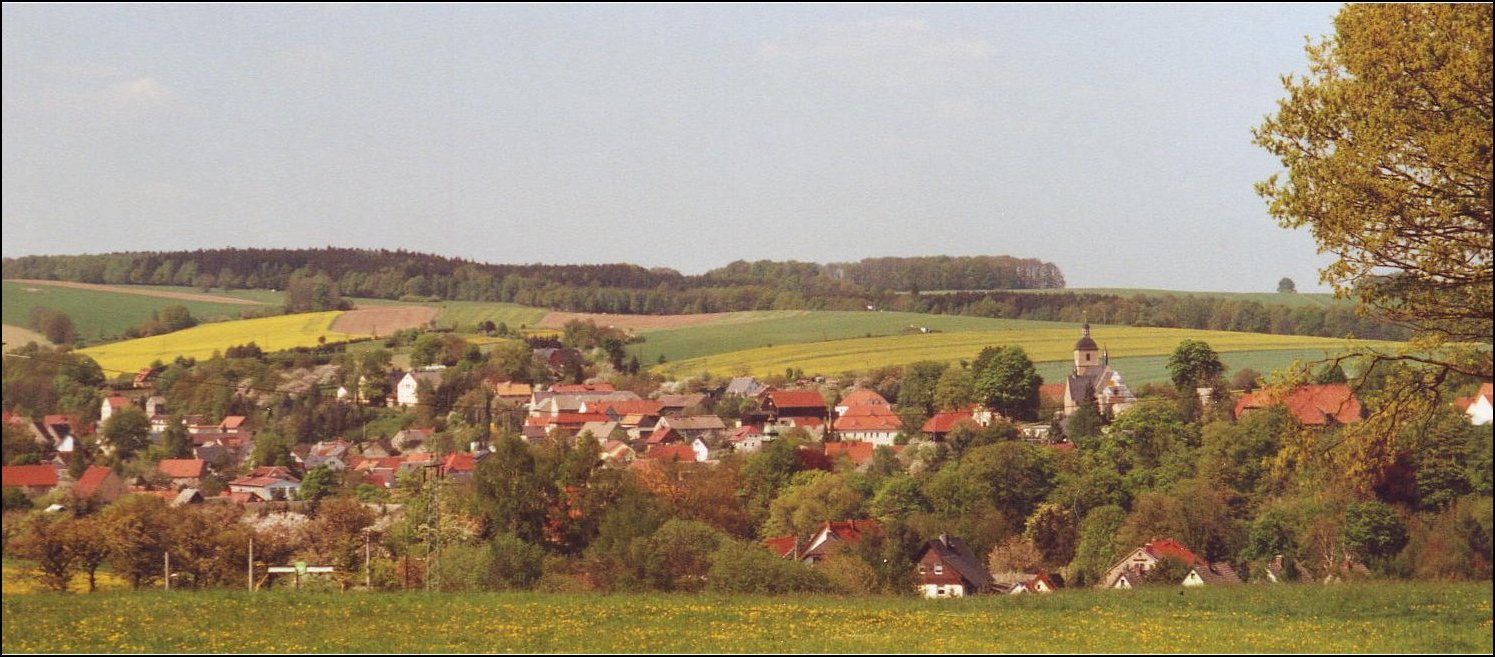
Blick auf Reinhardtsgrimma

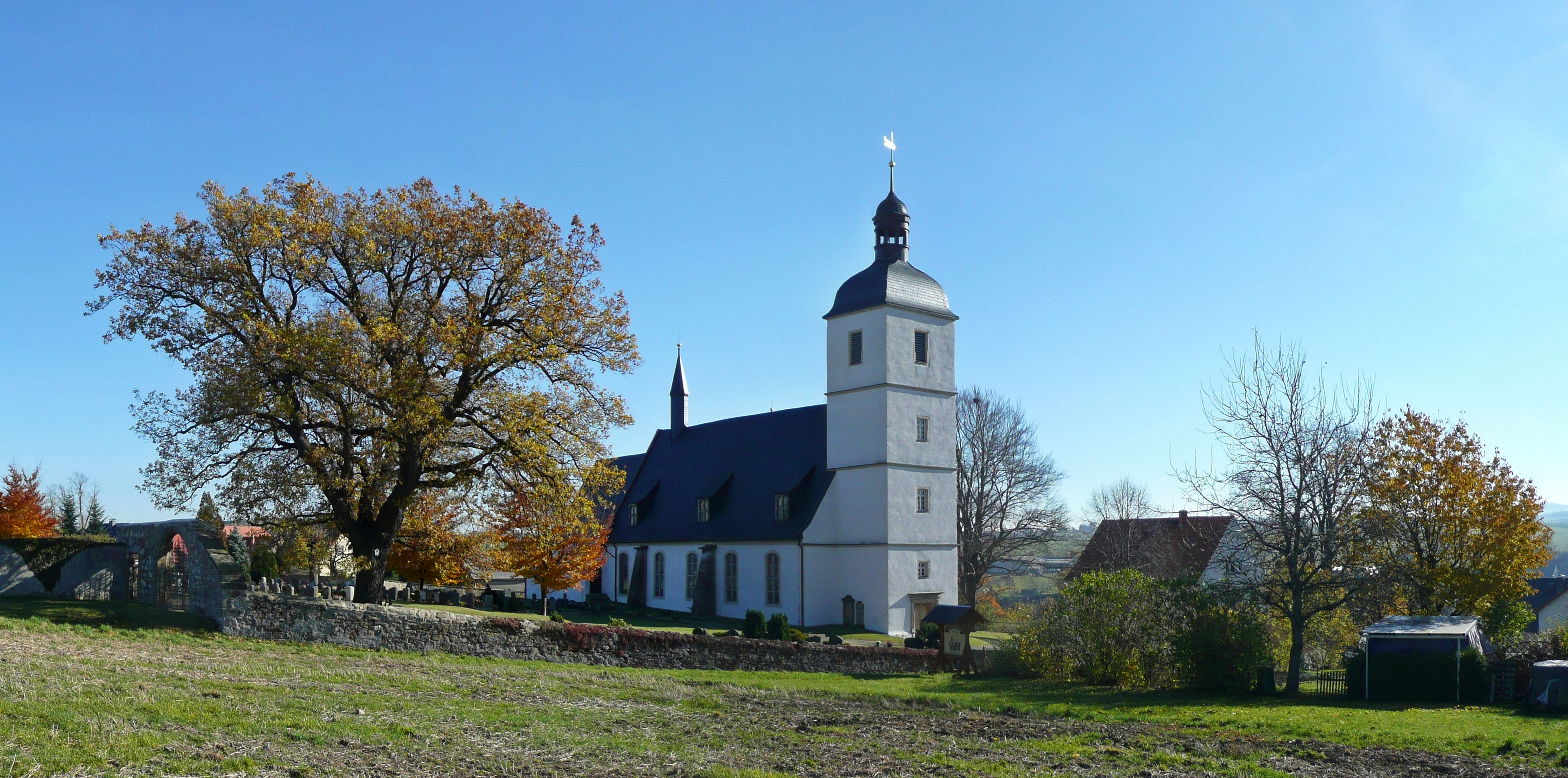
Blick auf die 1742 umgebaute Kirche, im Inneren befindet sich eine Orgel von Gottfried Silbermann

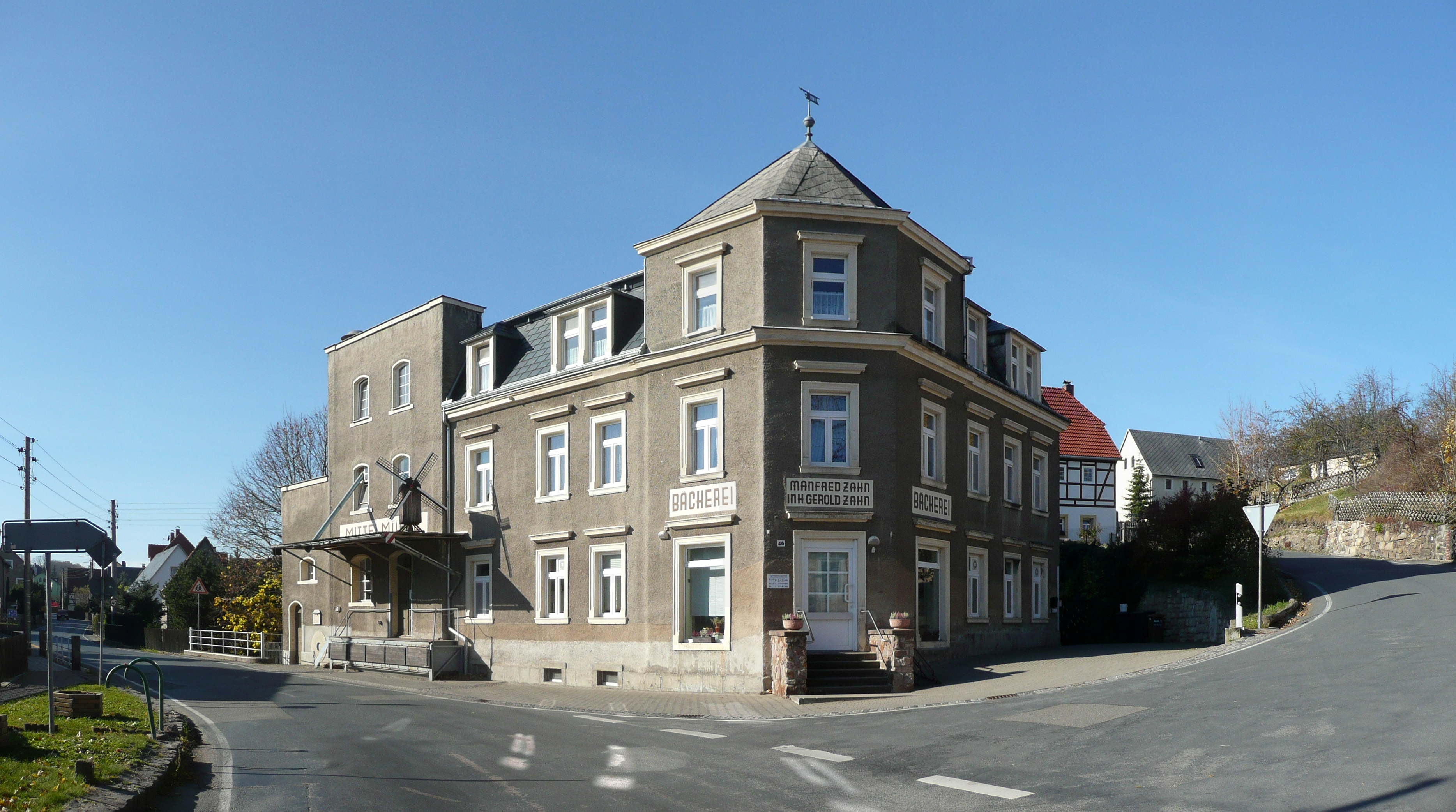
Blick auf die Mittelmühle. Die bereits 1578 erwähnte Mittelmühle war eine von vier Mühlen in Reinhardtsgrimma.

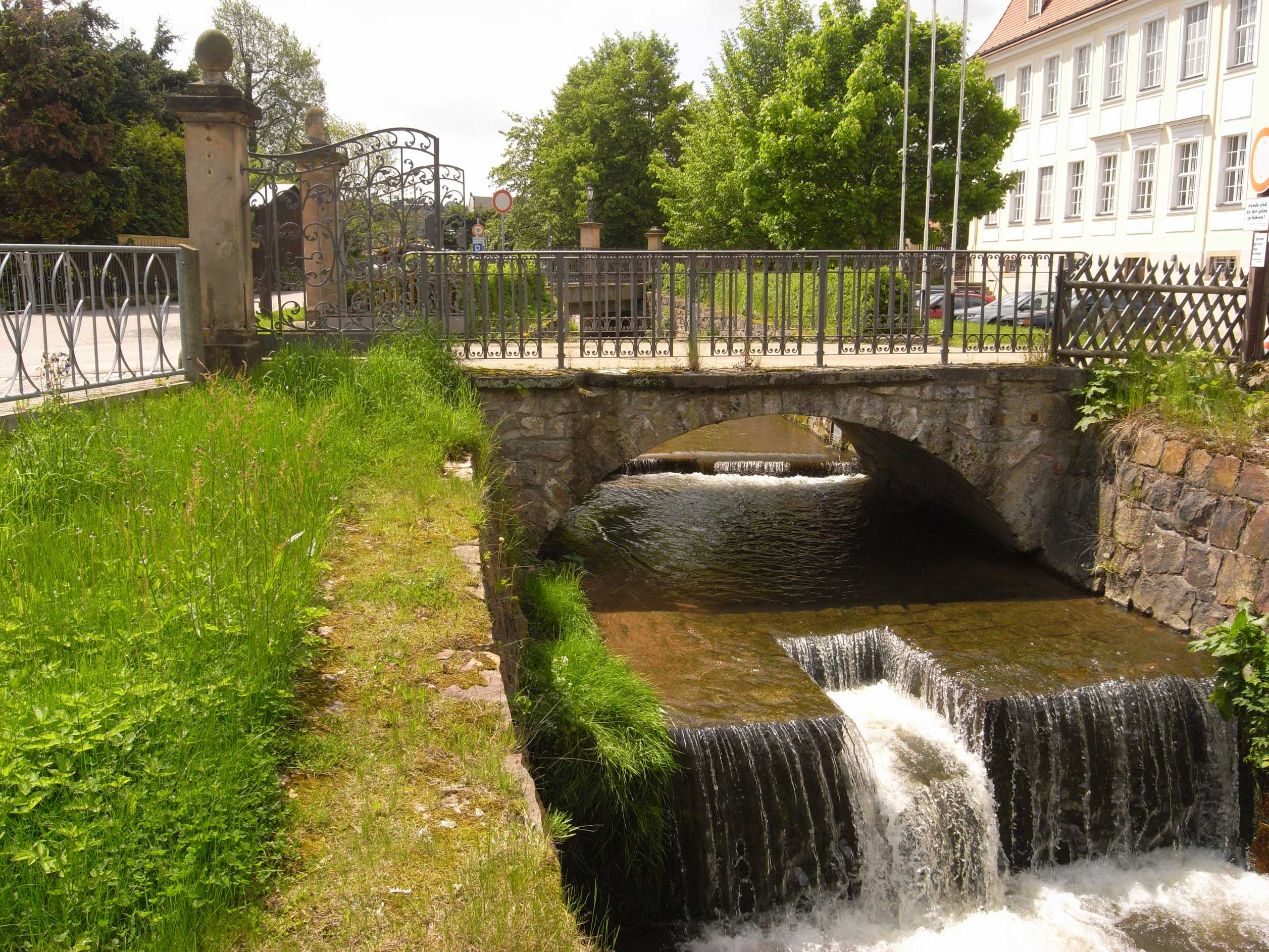
Lockwitzbach und alte Brücke am Schlosspark

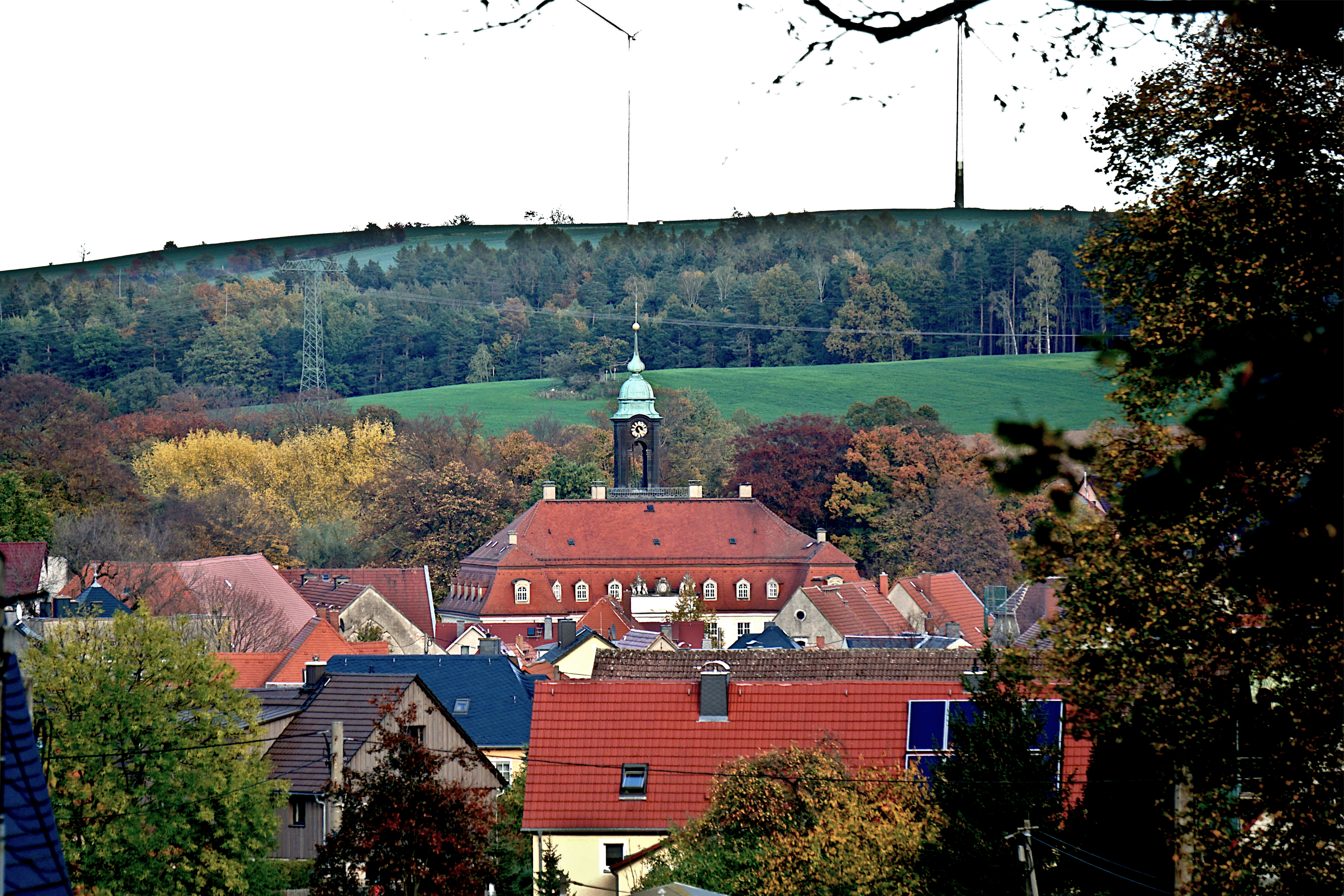
Reinhardtsgrimma von Südosten aus

Die Ortschaft befindet sich etwa 20 km südlich der Landeshauptstadt Dresden und etwa 6 km östlich der Großen Kreisstadt Dippoldiswalde. Sie liegt am Nordhang des Osterzgebirges zwischen den für die Region markanten Flüssen Rote Weißeritz und Müglitz zu beiden Seiten des Lockwitzbaches. Dieser wird im Gemeindegebiet im Hochwasserrückhaltebecken Reinhardtsgrimma bei extremer Hochwasserlage aufgestaut. Das Gemeindegebiet wird nördlich durch die Wendisch-Carsdorfer Verwerfung abgegrenzt, auf der auch der Wilisch liegt.
Die B 170 verläuft westlich von Reinhardtsgrimma und ist gut erreichbar. Außerdem wird das Gebiet des Ortsteils östlich durch die Müglitztalbahn tangiert.
Ortsteile der ehemaligen Gemeinde Reinhardtsgrimma waren:
- Reinhardtsgrimma
- Cunnersdorf
- Hausdorf
- Hermsdorf am Wilisch
- Hirschbach
- Niederfrauendorf und Oberfrauendorf

## Geschichte

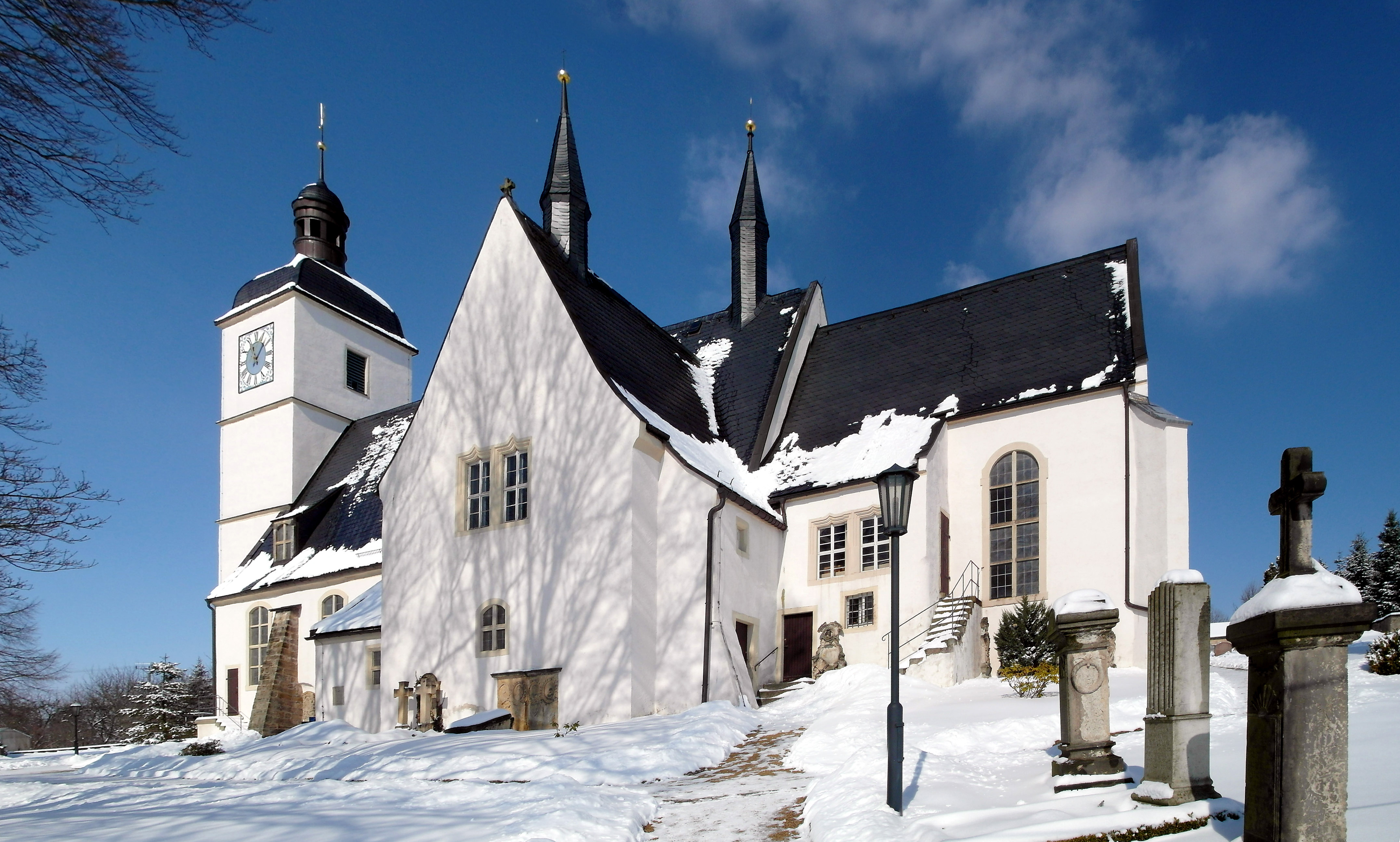
Kirche Reinhardtsgrimma

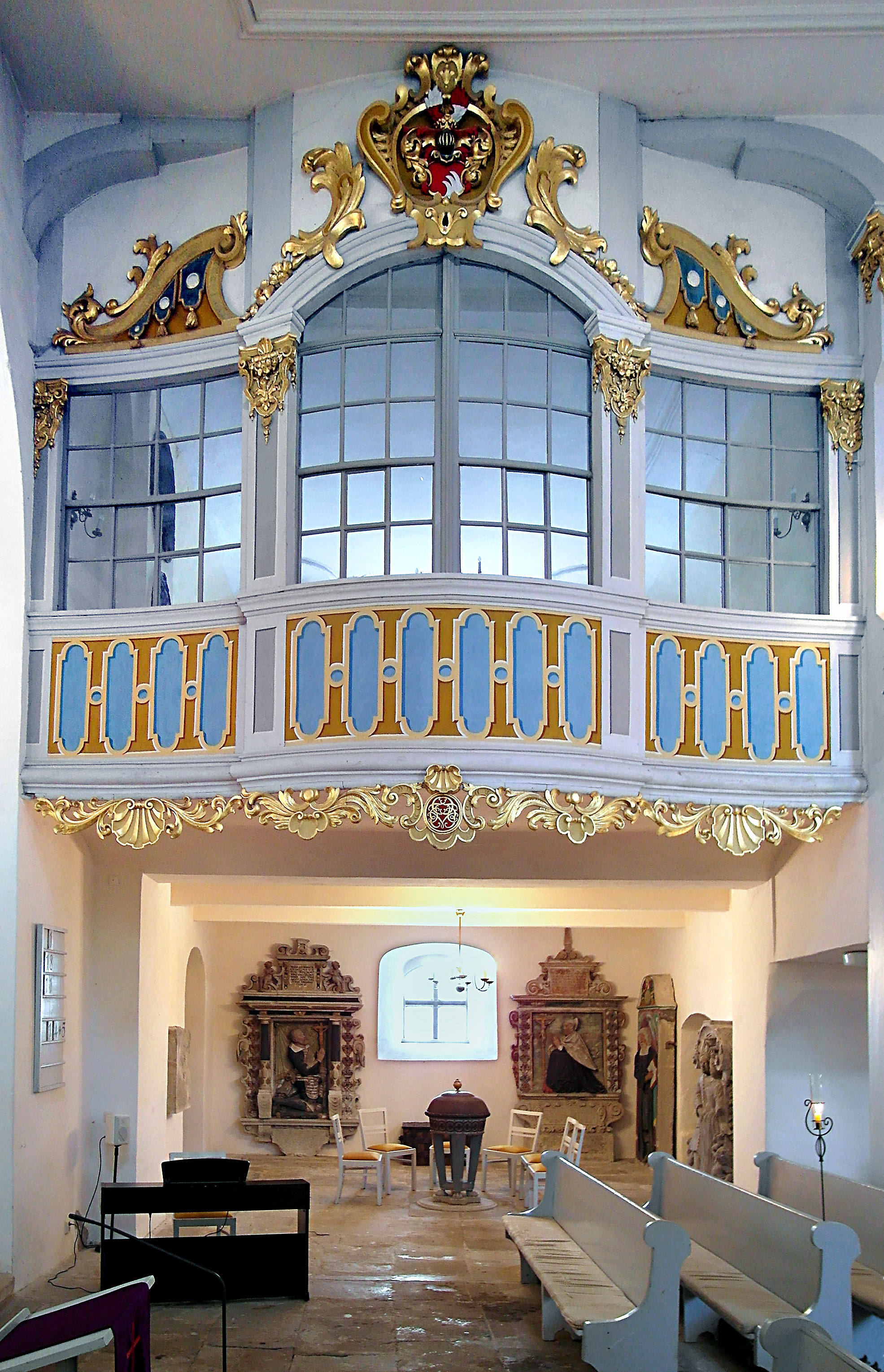
Kirche Reinhardtsgrimma, Patronatsloge

Reinhardtsgrimma wurde 1206 erstmals urkundlich erwähnt, im Jahr 1350 Hermsdorf. Die Ortsteile Oberfrauendorf und Cunnersdorf werden im Jahr 1404 erstmals urkundlich erwähnt. Die Gegend wurde in der Vergangenheit unter anderem durch den Bergbau geprägt. Bis ins späte Mittelalter war Reinhardtsgrimma in ein Ober- und ein Unterdorf gegliedert. Das Oberdorf unterstand der Verwaltung des Oberhofs (heutige Förderschule) und das Unterdorf der Verwaltung durch den Schlossherren.
1631 erwarb Joachim von Loß Reinhardtsgrimma.
1765–1767 wurde das barocke Schloss Reinhardtsgrimma in seiner heutigen Form durch Oberlandbaumeister Johann Friedrich Knöbel im Auftrag von Kammerrat Johann Christoph Lippold im spätbarocken Stil mit englischen Park errichtet. Zuvor stand an gleicher Stelle eine Wasserburg. 1908 erwarb es Generalmajor
Maximilian Senfft von Pilsach.
Ursprünglich war eine Verlängerung der ehemaligen Überlandstraßenbahn Lockwitztalbahn von Kreischa bis nach Reinhardtsgrimma geplant, welche allerdings auf Betreiben des Reinhardtsgrimmaschen Schlossherren nicht durchgeführt wurde, da dieser die Abwanderung seiner billigen Arbeiter befürchtete.
Am 1. April 1995 wurden Cunnersdorf, Frauendorf und Hirschbach nach Reinhardtsgrimma eingemeindet. Am 1. Juli 1995 folgte Hausdorf.

## Partnergemeinden
- Chronstau, Polen
- Villingendorf, Baden-Württemberg

## Bildung
In Reinhardtsgrimma befindet sich eine Grundschule und die Staatliche Weiterbildungsstätte für Landwirtschaft. Die Landwirtschaftsschule ist im Schloss untergebracht. Außerdem befindet sich im Oberdorf die Förderschule für geistig behinderte Kinder.
In den Ortsteilen Reinhardtsgrimma und Cunnersdorf befinden sich außerdem Kindergärten.

## Kultur und Sehenswürdigkeiten

### Kulturelles Leben und regelmäßige Veranstaltungen
Es finden regelmäßig Konzerte in der Kirche und im Schloss statt. Die Bandbreite reicht von Orgelkonzerten auf der Silbermannorgel bis hin zu Open-Air-Konzerten im Schlosspark. Vorwiegend handelt es sich um Konzerte des klassischen oder barocken Stils.
In der Kirche zu Reinhardtsgrimma finden regelmäßig Gottesdienste und Andachten statt.
Reinhardtsgrimmas Sportverein, der TSV 1894 (Turn- & SportVerein), bietet verschiedene Sportangebote und einen eigenen Fußballverein. Regelmäßig finden auf dem Sportplatz Turniere statt und die Turnhalle wird von verschiedenen Sportgruppen genutzt. Im Ortsteil Cunnersdorf befindet sich eine Kegelbahn und im Ortsteil Hausdorf ein anmietbarer Festsaal.
Im Mai 2006 fand eine Festwoche aus Anlass der 800-Jahr-Feier des Ortes statt. Es gab vielfältige kulturelle Angebote. Den Abschluss bildete ein ungefähr zweistündiger Festumzug mit über 40 einzelnen Bildern.

### Sehenswürdigkeiten
- Kirche mit Orgel von Gottfried Silbermann aus dem Jahre 1731[4]
- Barockschloss mit englischem Landschaftsgarten
- klassizistisches Badehaus
- Alter Schlossfriedhof
- Pilzmuseum im Erbgericht

In Reinhardtsgrimma befindet sich im 1830 erbauten und in den letzten Jahren rekonstruierten Erbgericht das Pilzmuseum Reinhardtsgrimma. Das Museum wird von Ulla Falz aus Reinhardtsgrimma mit Unterstützung durch den Pilzsachverständigen Reiner Helwig aus Dippoldiswalde geleitet. Geöffnet ist das Pilzmuseum an Sonn- und Feiertagen von April bis November.
- Buschhäuser in der Reinhardtsgrimmaer Heide
- Märchenwiese mit Streichelzoo
- Burgruine Grimmstein

## Persönlichkeiten

### Söhne und Töchter der Ortschaft
- Carl Christian von Tettau (1681–1747), Oberberghauptmann
- Carl Friedrich Freiherr von Rumohr (Pseudonym: Joseph König) (1785–1843), Kunsthistoriker, Schriftsteller, Zeichner, Radierer, Übersetzer
- Karl Neumer (1887–1984), Radrennfahrer und Olympiamedaillengewinner
- Charlotte Zeibig (1919–2014), Weltmeisterin im Sportkegeln
- Günter Vogler (1933–2025), Historiker

### Personen, die mit dem Ort in Verbindung stehen
- Maximilian Senfft von Pilsach (1854–1931), Generalmajor
- Martin Kreisig (1856–1940), Pädagoge, Gründer des Robert-Schumann-Museums Zwickau und der Robert-Schumann-Gesellschaft
- Richard Pusch (1912–1998), Maler und Grafiker
- Herbert Collum (1914–1982), Kirchenmusiker